# Sidi Ameur, El Bayadh
Sidi Ameur là một đô thị thuộc tỉnh El Bayadh, Algérie. Dân số thời điểm năm 2002 là 2.685 người.